# Medetera alexandri
Medetera alexandri är en tvåvingeart som beskrevs av Negrobov 1979. Medetera alexandri ingår i släktet Medetera och familjen styltflugor. Inga underarter finns listade i Catalogue of Life.